# Osun (staat)
Osun is een Nigeriaanse staat. De hoofdstad is Oshogbo, de staat heeft 4.246.333 inwoners (2007) en een oppervlakte van 9251 km².
Andere grote steden zijn onder andere Ifé, Ede, Ikire, Ilesa en Iwo.

## Lokale bestuurseenheden
Er zijn 30 lokale bestuurseenheden (Local Government Areas of LGA's). Elk LGA wordt bestuurd door een gekozen raad met aan het hoofd een democratisch gekozen voorzitter.
De lokale bestuurseenheden zijn:
| - Atakunmosa East - Atakunmosa West - Ayedaade - Ayedire - Boluwaduro - Boripe - Ede North - Ede South - Egbedore - Ejigbo - Ife Central - Ife East - Ife North - Ife South - Ifedayo |  | - Ifelodun - Ila - Ilesa East - Ilesa West - Irepodun - Irewole - Isokan - Iwo - Obokun - Odo Otin - Ola Oluwa - Olorunda - Oriade - Orolu - Osogbo |

Abia · Adamawa · Akwa Ibom · Anambra · Bauchi · Bayelsa · Benue · Borno · Cross River · Delta · Ebonyi · Edo · Ekiti · Enugu · Gombe · Imo · Jigawa · Kaduna · Kano · Katsina · Kebbi · Kogi · Kwara · Lagos · Nassarawa · Niger · Ogun · Ondo · Osun · Oyo · Plateau · Rivers · Sokoto · Taraba · Yobe · Zamfara
Federaal district: Federal Capital Territory